# Hino Motors

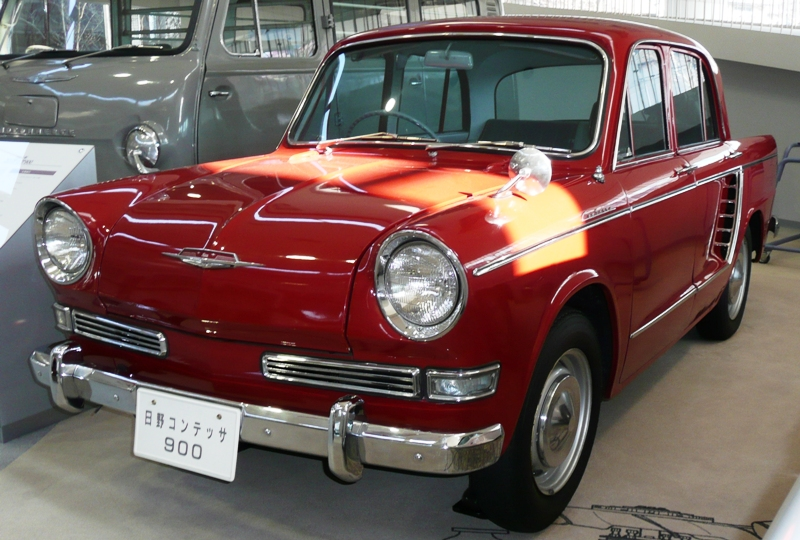
Hino Contessa

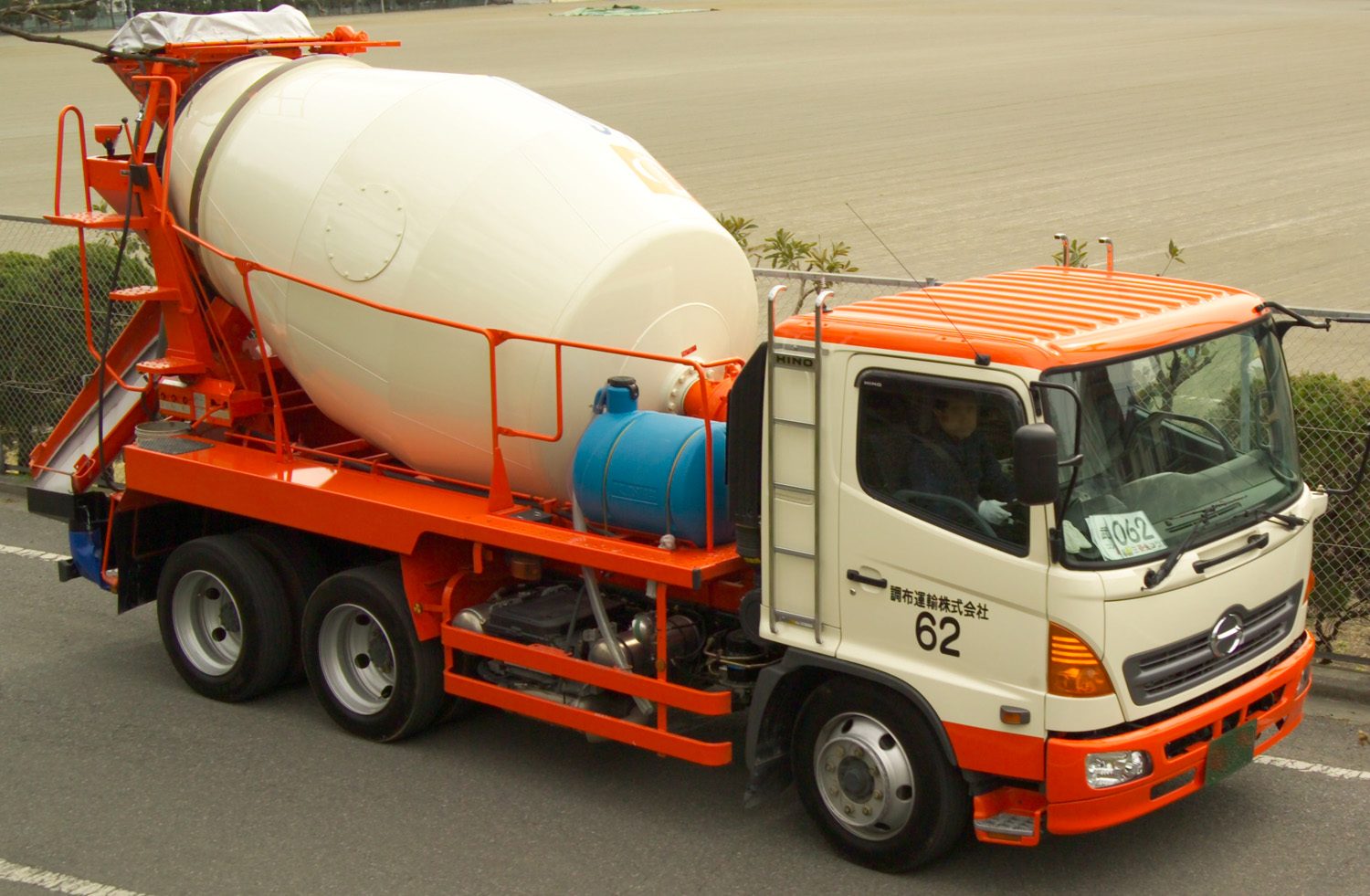
Hino Ranger betongblandare.

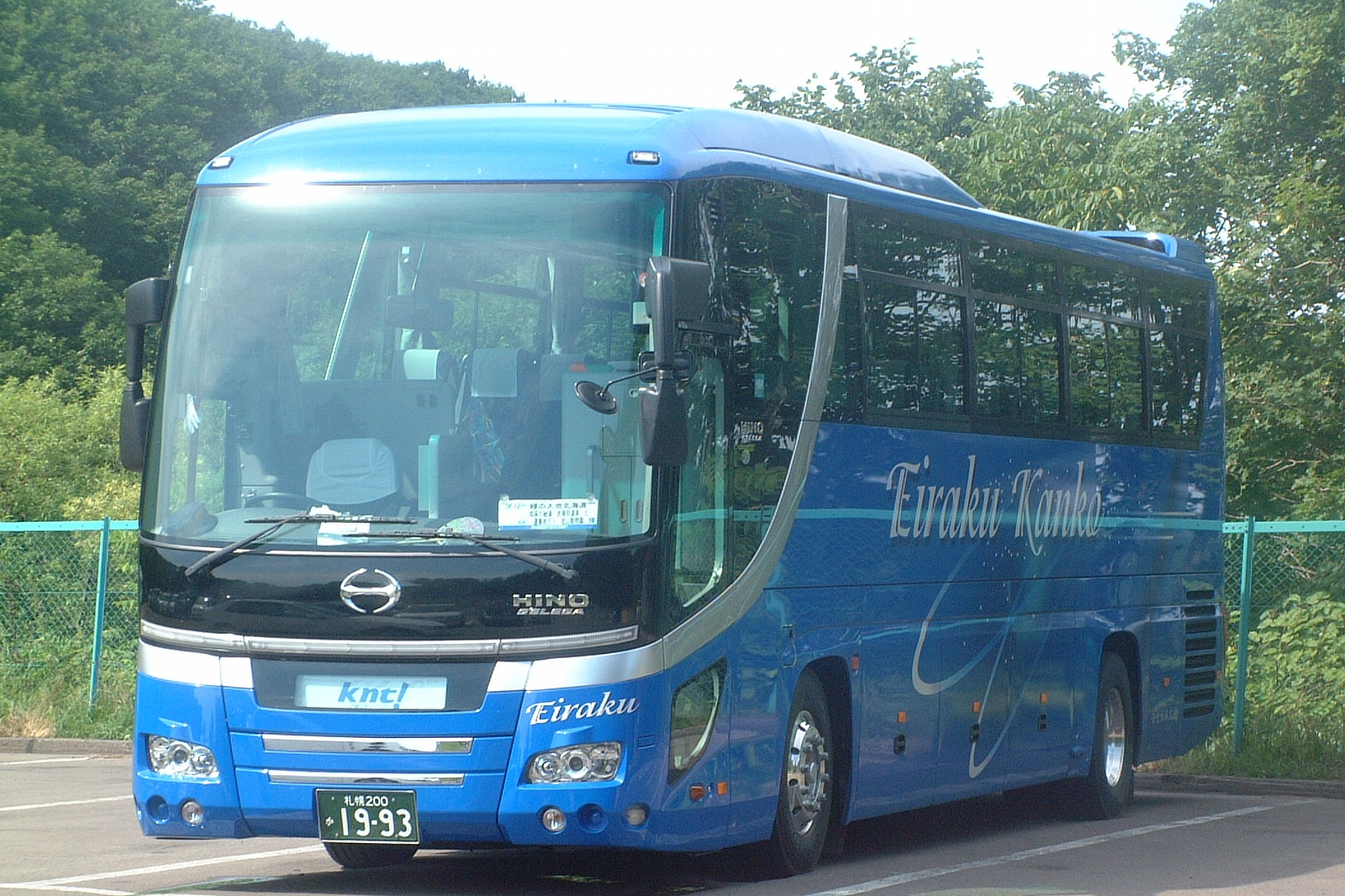
Hino S'elega

Hino Motors, Ltd. (日野自動車株式会社) är en japansk biltillverkare grundad 1942. Företaget är sedan 1967 ett dotterbolag till Toyota Motor Corporation och bygger lastbilar och bussar.

## Historik
Hino Heavy Industry Co., Ltd. knoppades av från Diesel Motor Industry Co., Ltd. 1942. Företaget byggde dieselmotorer för marint bruk men efter andra världskriget gick man över till att tillverka lastbilar, bussar samt mindre dieselmotorer. Från 1953 tillverkades även personbilar, då Hino började bygga Renault 4CV på licens. Hinos första egna personbil Contessa togs fram med hjälp från Renault och tekniken påminde mycket om Renaults samtida svansmotorbilar. Sedan Toyota tagit kontrollen över företaget har Hino koncentrerat sig på tillverkning av tyngre fordon.